# Mega Man Mania
『Mega Man Mania』（メガマンマニア）は、2004年に北米で発売される予定だったゲームボーイアドバンス専用ソフトである。

## 概要
ロックマンワールド（『ロックマンシリーズ』のゲームボーイ作品）を1つにまとめた作品である。
2004年にMegaman anniversary collectionが北米で発売されたことがきっかけにロックマンワールドシリーズをまとめた本作品の発売が米カプコンによって決定されたが、発売は何度も延期され結局発売中止となった。
ゲームボーイではモノクロであったものがゲームボーイアドバンスではカラーで表記される予定だった。

## 収録作品
- ロックマンワールド
- ロックマンワールド2
- ロックマンワールド3
- ロックマンワールド4
- ロックマンワールド5